# 梅洛盖斯

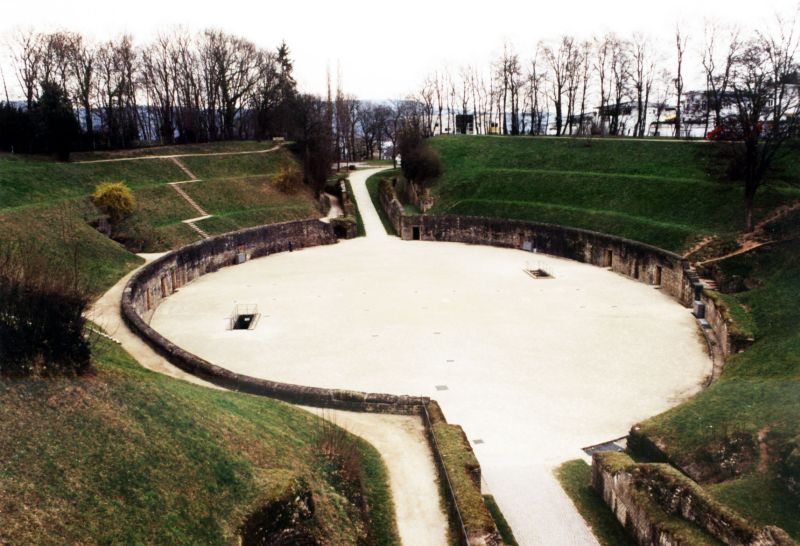
特里尔的露天竞技场，据说由阿斯卡里克或梅洛盖斯时期的法国士兵建造而成

梅洛盖斯（拉丁語：Merogais，?—307年），306年－307年在位。是一位早期法兰克国王，和阿斯卡里克被认为是最早的法兰克君主。
| 前任： ? | 法兰克国王 | 继任： 马洛鲍德斯 |